# Bactrocera ubiquita
Bactrocera ubiquita är en tvåvingeart som först beskrevs av Hardy 1973.  Bactrocera ubiquita ingår i släktet Bactrocera och familjen borrflugor. Inga underarter finns listade.